# Comuna Uliești, Dâmbovița
Uliești este o comună în județul Dâmbovița, Muntenia, România, formată din satele Croitori, Hanu lui Pală, Jugureni, Mânăstioara, Olteni, Ragu, Stavropolia și Uliești (reședința).

## Așezare
Comuna se află în sud-vestul județului, la limita cu județul Teleorman, într-o zonă de câmpie traversată de râul Neajlov. Prin comună trec șoseaua națională DN61 care leagă Găeștiul de Giurgiu prin Ghimpați; și, pe la nord, autostrada București–Pitești.

## Demografie
Componența etnică a comunei Uliești
     Români (93,42%)
     Alte etnii (0%)
     Necunoscută (6,58%)
Componența confesională a comunei Uliești
     Ortodocși (92,3%)
     Alte religii (0,94%)
     Necunoscută (6,76%)
Conform recensământului efectuat în 2021, populația comunei Uliești se ridică la 3.923 de locuitori, în scădere față de recensământul anterior din 2011, când fuseseră înregistrați 4.407 locuitori. Majoritatea locuitorilor sunt români (93,42%), iar pentru 6,58% nu se cunoaște apartenența etnică. Din punct de vedere confesional, majoritatea locuitorilor sunt ortodocși (92,3%), iar pentru 6,76% nu se cunoaște apartenența confesională.

## Politică și administrație
Comuna Uliești este administrată de un primar și un consiliu local compus din 13 consilieri. Primarul, Iulian-Petrișor Costache[*], de la Partidul Național Liberal, este în funcție din 2016. Începând cu alegerile locale din 2024, consiliul local are următoarea componență pe partide politice:
|  | Partid                          | Consilieri | Componența Consiliului | Componența Consiliului | Componența Consiliului | Componența Consiliului | Componența Consiliului | Componența Consiliului |
|  | ------------------------------- | ---------- | ---------------------- | ---------------------- | ---------------------- | ---------------------- | ---------------------- | ---------------------- |
|  | Partidul Național Liberal       | 6          |                        |                        |                        |                        |                        |                        |
|  | Partidul Social Democrat        | 6          |                        |                        |                        |                        |                        |                        |
|  | Alianța pentru Unirea Românilor | 1          |                        |                        |                        |                        |                        |                        |

## Istorie
La sfârșitul secolului al XIX-lea, comuna Uliești făcea parte din plasa Cobia a județului Dâmbovița și era formată din 10 sate (Coada Izvorului, Stavropoleos, Jugureni, Olteni, Fundurile, Mănăstioara, Zinca, Dogari, Uliești și Bărăceni) cu 1979 de locuitori. În comună funcționau două biserici și o școală.
În 1925, comuna făcea parte din plasa Găești a aceluiași județ, dar din ea se desprinsese comuna Jugureni. Comuna Uliești a rămas cu satele Ragu, Zinca și Uliești, cu 2724 locuitori, în vreme ce comuna Jugureni avea în compunere satele Coada Izvorului, Funduri, Dogari, Jugureni, Mânăstioara, Olteni, Stavropolia și Gușați, cu 2080 de locuitori.
În 1931, satul Dogari a fost transferat comunei Uliești, iar satul Uliești s-a împărțit în Uliești-Dâmbovița și Uliești-Vlașca, primul dintre ele rămânând reședință a comunei.
În 1950, cele două comune au fost incluse în raionul Găești al regiunii Argeș. Ele au revenit în 1968 la județul Dâmbovița, când acesta a fost reînființat, tot atunci comuna Jugureni fiind desființată și inclusă din nou în comuna Uliești, care a căpătat forma actuală.

## Personalități ale comunei
- Constantin Algiu (sat Olteni) care, dupa Primul Razboi Mondial, a devenit mare avocat, presedintele Baroului de avocati Bucuresti.
- Marin Ioniță (n. 1929, Mănăstioara - decedat mai 2018 ), scriitor, membru al Uniunii Scriitorilor din România
- Tudor Cristea (n. 1945), scriitor, membru al Uniunii Scriitorilor din România
- Dida Drăgan (n. 1946, Jugureni), cântăreață
- Constantin Ghiță, profesor Universitar, Universitatea Valahia, Târgoviște[necesită citare]
- Marius Niculae, avocat, director al Uniunii Camerelor de Comerț Bilaterale din România. Președinte al Camerei de Comerț România - Qatar[necesită citare]